# Hold It Against Me
«Hold It Against Me» (укр. «Чи був би ти проти?») — перший сингл попспівачки Брітні Спірс з сьомого студійного альбому Femme Fatale. Продюсерами сингла виступили Макс Мартін, Dr. Luke і Billboard. Офіційна прем'єра на американському радіо відбулася 10 січня 2011 року, а вже наступного дня пісня стала доступною в iTunes, де менше ніж за добу зайняла перше місце.
Багато критиків позитивно відізвались щодо треку, хоча деяким не сподобався смисловий зміст. «Hold It Against Me» дебютував на першому місці в чартах Канади, Бельгії, Данії та Нової Зеландії, а також в американському Billboard Hot 100, ставши четвертою піснею Спірс, яка досягнула першого місця у цьому чарті. Спірс до того ж стала другою співачкою (після Мераї Кері), якій вдавалось дебютувати на вершині цього чарту більше одного разу.

## Історія створення
Після закінчення світового турне «The Circus Starring Britney Spears» у 2009 році представники Брітні Спірс заявили, що вона взялася до роботи над новим альбомом. Більш ніж рік Брітні присвятила роботі над своїм новим матеріалом.
Офіційно про новий матеріал було оголошено 2 грудня, у день народження співачки, через її профіль в мережі Twitter. Було сказано, що на початку 2011 року вийде її сьомий студійний альбом, а в січні з'явиться перший сингл з нього. Спочатку продюсер треку Dr. Luke заявив про вихід пісні 7 січня, але реліз було відкладено і 8 січня Jive Records випустили пресреліз, у якому була оголошена офіційна дата випуску сингла.

## Відеокліп
Зйомки відеокліпу на пісню «Hold It Against Me» розпочались 22 січня 2011 року. Хореограф кліпу — Брайан Фрідман, який вже працював з Брітні в еру її альбомів Britney та In the Zone.
Кастинг танцюристів для нового балету Брітні Спірс відбувся 22 грудня 2010 року. Хореограф кліпу Брайан Фрідман пообіцяв, що в кліпі буде багато складних танцювальних рухів і що Брітні повернеться до своїх «фірмових» танців.
Режисером кліпу став Юнас Окерлунд.
З 4 лютого 2011 року кожного дня протягом 14 днів на офіційному профілі співачки в мережі Twitter виходив тізер кліпу «Hold It Against Me».
Прем'єра кліпу відбулася на Vevo, MTV і сайті MTV.com о 9:56 PM 17 лютого (18 лютого о 04:56 за київським часом).
Рецензія на кліп від La Voz Libre:

## Позиції в чартах
| Чарт                                | Найвища позиція |
| ----------------------------------- | --------------- |
| Австралія (ARIA)                    | 4               |
| Бельгія (Ultratop Flanders)         | 2               |
| Бельгія (Ultratop Wallonia)         | 1               |
| Велика Британія (UK Singles Chart)  | 6               |
| Данія (Tracklisten)                 | 1               |
| Ірландія (IRMA)                     | 5               |
| Іспанія (PROMUSICAE)                | 6               |
| Італія (FIMI)                       | 2               |
| Канада (Canadian Hot 100)           | 1               |
| Нідерланди (Mega Single Top 100)    | 20              |
| Нова Зеландія (RIANZ)               | 1               |
| Норвегія (VG-lista)                 | 2               |
| Словаччина (IFPI)                   | 15              |
| США (Billboard Hot 100)             | 1               |
| США (Billboard Pop Songs)           | 10              |
| Фінляндія (Suomen virallinen lista) | 1               |
| Франція (SNEP Download Chart)       | 3               |
| Чехія (IFPI)                        | 29              |
| Швеція (Sverigetopplistan)          | 10              |
| Шотландія (Scottish Singles Top 40) | 4               |

## Цікаві факти
- За день до офіційного релізу сингл став доступним у новозеландському iTunes. Через декілька годин Брітні Спірс залишила повідомлення у своєму твіттері: «Don't #HOLDITAGAINSTME for coming out early. I couldn't wait any longer. Hope you don't mind…» (укр. переклад — «Не #ЗВИНУВАЧУЙТЕ МЕНЕ за те, що пісня вийшла занадно рано. Я не могла більше чекати. Сподіваюся, ви не проти…»)

## Список композицій
Digital Download
| №  | Назва                | Тривалість |
| -- | -------------------- | ---------- |
| 1. | «Hold It Against Me» | 3:49       |

UK Digital single
| №  | Назва                               | Тривалість |
| -- | ----------------------------------- | ---------- |
| 1. | «Hold It Against Me»                | 3:49       |
| 2. | «Hold It Against Me» (Instrumental) | 3:49       |

The Remixes — Digital EP
| №  | Назва                                                | Тривалість |
| -- | ---------------------------------------------------- | ---------- |
| 1. | «Hold It Against Me» (Adrian Lux & Nause Radio)      | 3:05       |
| 2. | «Hold It Against Me» (JumpSmokers Club)              | 6:02       |
| 3. | «Hold It Against Me» (Ocelot Club)                   | 6:14       |
| 4. | «Hold It Against Me» (Smoke 'N Mirrors Club)         | 7:41       |
| 5. | «Hold It Against Me» (Funk Generation Radio)         | 3:48       |
| 6. | «Hold It Against Me» (Tracy Young Ferosh Anthem Mix) | 8:38       |
| 7. | «Hold It Against Me» (Abe Clements Radio)            | 4:02       |

## Творці
- Брітні Спірс — вокал, співавтор тексту, співпродюсер
- Бонні МакКі — автор тексту
- Billboard — співпродюсер, співавтор
- Dr. Luke — співавтор тексту
- Mathieu Jomphe — співавтор тексту
- Макс Мартін — співавтор тексту, продюсер
- Dr. Luke — музичний продюсер